# Yves Lambert (pilote automobile)
Pas d'image ? Cliquez ici
Yves Lambert, né le 8 juillet 1960 à Charleroi, est un pilote automobile belge. Il a notamment participé aux 24 Heures du Mans, en 2006.

## Carrière
En 2006, il participe aux 24 Heures du Mans avec Romain Iannetta et Christian Lefort au volant de la Porsche 911 GT3 RSR (996) de sa propre structure : Ice Pol Racing Team. L'équipage obtient la vingt-troisième place du classement général,,, et la sixième place de la catégorie GT2.
L'année suivante, il s'apprête à piloter une Ferrari F430 GTC pour le compte de GPC Sport en Le Mans Series.
Il a également piloté en Belgian GT Championship.